# 樊釗
樊釗（？年—1940年5月），字。山西省定襄縣人。他為抗日戰爭期間陣亡的中國軍方高級將領之一。

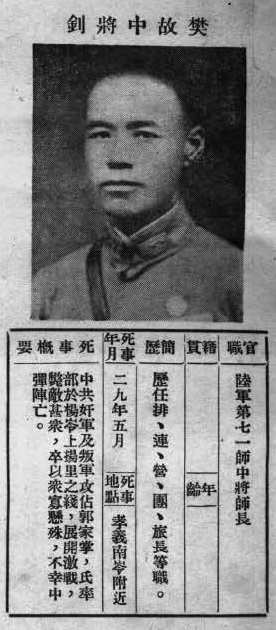
《抗戰軍人忠烈錄》（第一輯）中的樊釗烈士遺像

## 生平[1]
歷任陸軍第六十九師第二百零三旅第四百零五團團長，陸軍第七十一師中將師長。八路军攻占郭家掌，率部與敵激戰，斃敵甚眾，卒因敵眾我寡，中彈陣亡。